# اسلام‌آباد (ارومیه)
اسلام‌آباد، روستایی است از توابع بخش مرکزی شهرستان ارومیه و در شهرستان ارومیه استان آذربایجان غربی ایران.

## جمعیت
این روستا بر اساس سرشماری سال ۱۳۸۵ جمعیت آن ۵۱۴ نفر (۱۳۷ خانوار) بوده‌است.